# Ethelbert Barksdale

Ethelbert Barksdale

Ethelbert Barksdale (* 4. Januar 1824 in Smyrna, Rutherford County, Tennessee; † 17. Februar 1893 in Yazoo City, Mississippi) war ein US-amerikanischer Politiker (Demokratische Partei), der den Bundesstaat Mississippi im US-Repräsentantenhaus und im Konföderiertenkongress vertrat.
Als junger Mann zog Ethelbert Barksdale nach Jackson in Mississippi, wo er als Journalist arbeitete. Von 1854 bis 1861 war er Redakteur beim offiziellen Journal des Bundesstaates; dieselbe Aufgabe übernahm er von 1876 bis 1883 erneut.
Sein erstes politisches Mandat übte Barksdale in den Konföderierten Staaten aus. Von 1862 bis 1865 war er Abgeordneter des Repräsentantenhauses im ersten und zweiten Konföderiertenkongress. Nach Ende des Sezessionskrieges war er 1868, 1872 und 1880 Delegierter zur Democratic National Convention, an der er bereits 1860 teilgenommen hatte. Von 1877 bis 1879 stand er den Demokraten in Mississippi vor.
1882 wurde Ethelbert Barksdale schließlich ins US-Repräsentantenhaus gewählt. Er vertrat seinen Staat vom 4. März 1883 bis zum 3. März 1887 in Washington und verfehlte dann die Wiederwahl. Danach betätigte er sich landwirtschaftlich in Yazoo City, wo er 1893 starb.
Sein Bruder William Barksdale war von 1853 bis 1861 ebenfalls Abgeordneter im US-Repräsentantenhaus und trat dann der Konföderiertenarmee bei. Er starb in der Schlacht von Gettysburg.